# Quadrans (tijdmeting)

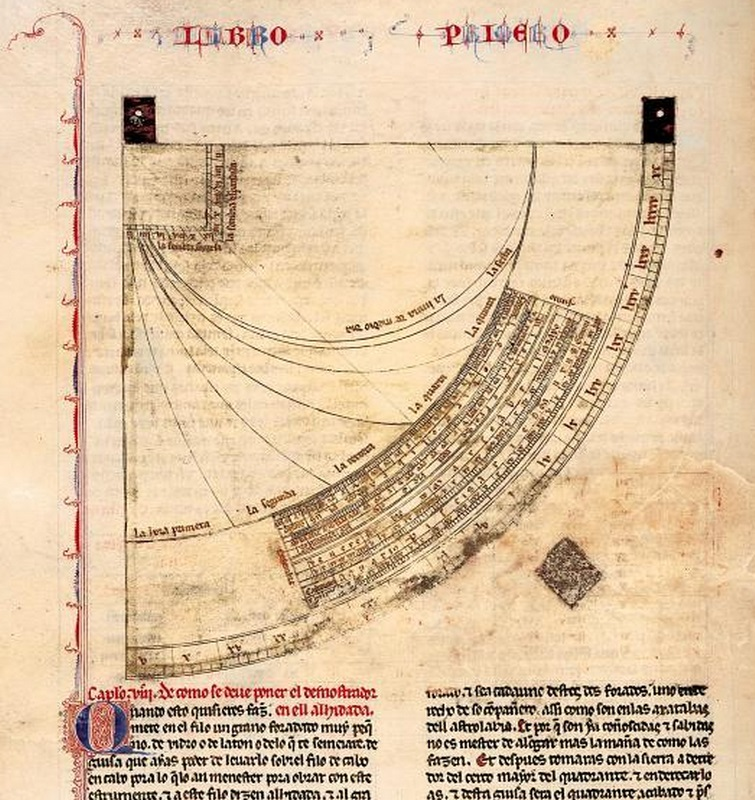
Eerste vorm van de quadrans zoals deze beschreven wordt in het manuscript uit Bagdad (afbeelding uit Libros del saber de astronomía)

Een quadrans is een draagbaar instrument uit de Middeleeuwen gebruikt om de tijd te meten en breedtegraden te bepalen. Het is daarmee de voorloper van het horloge. De quadrans bestaat uit een kwartronde schijf met gaatjes. De rand van de kromme is gemarkeerd met een gradenboog. Evenwijdig aan deze gradenboog zijn diverse krommen. Elke kromme komt overeen met een aantal maanden, oplopend van de kortste kromme met de winterzonnewende (december en januari) tot de langste kromme met de zomerzonnewende (juli en juni). Aan de hoek hangt een touwtje met een of meerdere loden gewichten. Met een oog werd langs de quadrans gekeken en gericht op de zon. De hoek die de draad maakt is bepalend voor de tijdmeting. Met een verschuifbare knoop kon de tijd worden gemeten door deze langs andere krommen te verschuiven.

## Geschiedenis
Oorspronkelijk komt de quadrans vetustissimus uit het oude Perzië. In een manuscript uit de negende of tiende eeuw afkomstig uit Bagdad, dat bewaard wordt in de Egyptian National Library in Caïro, worden drie versies van het instrument vermeld. De auteur is onbekend, maar het manuscript wordt vaak toegeschreven aan Al-Chwarizmi. In een andere bron wordt de quadrans de Schaduw van Al-Chwarizmi (al-ẓill al-Khwärizmï) genoemd.
Een nieuwere versie is de quadrans vetus. In de twaalfde eeuw kwam het instrument via het Spaanse Córdoba in Europa. Mogelijk speelde de wetenschapper Averroes hierin een rol. De quadrans vetus werd gedurende de dertiende eeuw verbeterd tot de quadrans novus door Jacob ben Machir ibn Tibbon (1236 - 1304), waarmee ook de uren bepaald konden worden. Daarnaast was het mogelijk 's nachts metingen te doen door de toevoeging van de dierenriem aan het instrument. De quadrans novus zou in werking afwijkend zijn van zijn voorgangers en een relatie hebben met de werking van het Astrolabium.
De quadrans werd vermoedelijk gebruikt door geestelijken om het juiste tijdstip voor het gebed te bepalen. Daarnaast werd het instrument gebruikt door schippers voor navigatiedoeleinden.

## Quadrans uit Zutphen
In april 2013 vonden archeologen op de Houtmarkt in Zutphen een zeldzaam exemplaar van een quadrans novus. Vermoedelijke datering is rond 1300 tot 1325. Uit de wijze waarop het instrument is uitgevoerd, kan afgeleid worden dat de maker uit een gebied op 51 graden noorderbreedte (Brabant, Vlaanderen, Zuid-Engeland of Keulen) komt. Na analyse van het metaal, bleek dat dit quadrans afkomstig is uit Vlaanderen.